# 吳時亮
吳時亮（1550年—1646年），字元亮，號訥如，浙江湖州府烏程縣籍，歸安縣人，明朝、南明政治人物。

## 生平
吳時亮是萬曆三十七年（1609年）己酉科浙江鄉試舉人，四十七年（1619年）己未科進士，工部觀政，四十八年授工部营缮司主事，天啓二年調兵部车驾司主事，四年主考廣東鄉試，五年升员外郎、郎中，官至山西按察司提學副使。其時多處都興建魏忠賢生祠，太原縣知縣計畫仿效，他說：「附和魏忠賢求富貴，如遭非議怎樣？守正得禍並非壞事。」於是終止計畫。調浙江按察司副使、兵備蘇松常鎮，崇祯元年升湖廣按察使，丁母憂歸。歷升江西按察使、廣東布政使。隆武年間，他捐出十萬餉銀到福京，於程鄉遇險但力保不失，升兵部右侍郎，隆武二年（1646年）歸里後去世，享年九十七歲。

## 家族
曾祖吴應芬，光禄寺錄事。祖父吳仕謨，上林苑錄事，贈山西布政使司參政；父吳世裕，號冲陽，訓導，封山西布政使司參政。母温氏（1557年-1630年），封淑人。娶浔州府同知王順所之女，累封淑人。子吳景亶，崇禎十三年進士。

## 引用
1. 1 2  錢海岳《南明史·卷四十三·列傳第十九》：吳時亮，字元亮，烏程人。萬曆四十七年進士。累官山西督學僉事。時建魏忠賢祠，太原令效之。時亮曰：「媚璫求富貴，如物議何？守正得禍非始非福。」事乃已。
2. ↑  《萬曆四十七年己未科進士履歷》：吴時亮，訥如，诗二，癸巳十月初十日生。乌程籍歸安人，己酉八十，会三百，三甲二十七。工部政，庚申授工部营缮司主事，壬戌調兵部车驾司主事，甲子廣東主考，乙丑升员外，本年升郎中，升山西提学付使，丁卯加升右参政，戊辰升湖廣按察使，庚午丁憂。
3. ↑  錢海岳《南明史·卷四十三·列傳第十九》：調嘗鎮副使，歷江西按察使、廣東布政使。隆武時，餉十萬福京，遇驚程鄉，護持不失。擢兵部右侍郎。歸卒，年九十七。
4. ↑  《林蕙堂全集》·卷一：〈峴山逸老會記〉：……而主人則方伯吳君時亮令嗣儀部景亶……